# Fakhr ad-din Araqi

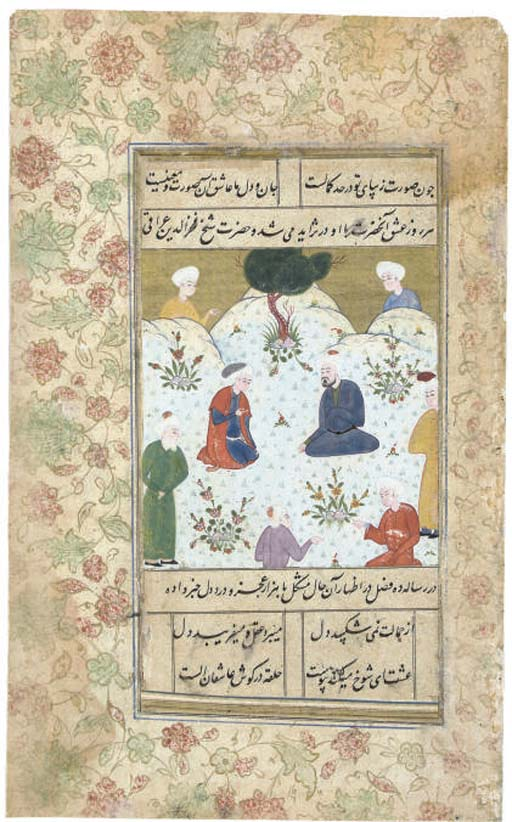
Araqi med disciplar. Miniatyr från 1580

Fakhr ad-din Araqi (persiska: فخر‌الدین عراقی), född 1213 i byn Komījān i närheten av Hamadan i västra Persien, död 1289 i Damaskus i Syrien, framstående persisk diktare och sufimästare i Suhrawardiyya-orden.
Araqi är författare till prosaverket Gnistornas bok (Lama'at) om den gudomliga kärleken och skönheten. Detta verk har översatts till svenska av iranisten Ashk Dahlén. Araqi har även skrivit en Diwan eller diktsamling mestadels bestående av lyrik. Under sitt liv reste Araqi i Främre Asien och besökte bland annat städerna Multan, Konya och Kairo. Under sin vistelse i Konya träffade han den store mystikern Jalal ad-din Rumi och fick undervisning hos Sadr ad-din Qunawi, en lärjunge till Ibn 'Arabi. Araqi utövade ett stort inflytande på senare persiska poeter som Saadi och Hafez.

## Araqi på svenska
- Fakhr al-din Araqi, Gnistornas bok, 2006, ISBN 91-85503-00-2, översättning och inledning av Ashk Dahlén, förord av Bo Utas (Rosengårdens förlag)
- Ashk Dahlén, Mystik och lyrik hos Fakhr al-din Araqi, Aorta: journal för retrogardistisk kultur nr. 14, Göteborg, 2006.